# Russian Federation Boulevard

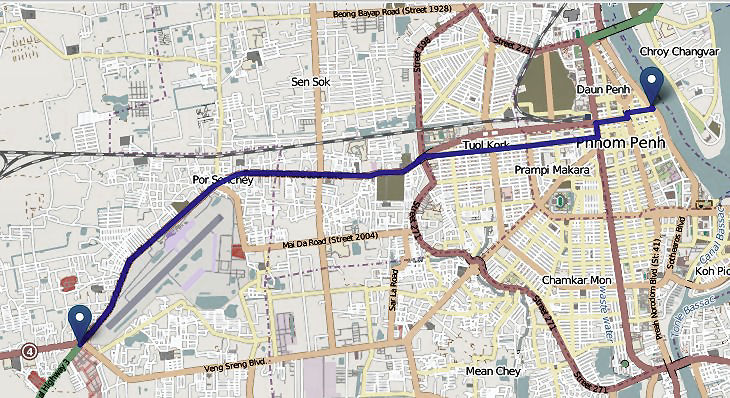
La rotta della Linea 3.

Il Russian Federation Boulevard (in lingua khmer: មហាវិថី សហព័ន្ធរុស្ស៊ី) è una delle strade principali di Phnom Penh in Cambogia.
Rappresenta il tratto urbano della Strada nazionale 3 e attraversa la città da est a ovest. È stato intitolato alla Federazione Russa in segno di riconoscenza per gli aiuti ricevuti durante il XX secolo e come le altre vie con andamento est-ovest ha avuto assegnato un numero pari (St 110).

## Descrizione
Il viale è una strada di scorrimento urbana, lunga circa 11,4 km, con quattro corsie di marcia (2 per direzione) per gran parte del suo percorso con spartitraffico centrale e con tratti dove le corsie diventano sei. Ha origine in centro città dall'intersezione con il Monivong Boulevard, non lontano dal Wat Phnom, e si sviluppa verso ovest collegando il centro città all'aeroporto internazionale di Phnom Penh. Termina alla rotatoria di Choam Chao da dove prosegue come Strada nazionale 3 e vi si dirama la Strada nazionale 4 per Sihanoukville.
Lungo il suo percorso, oltre all'aeroporto, vi si affacciano il Palazzo della Pace, il ministero della difesa, l'univerisità reale di Phnom Penh, l'ospedale pediatrico nazionale e l'istituto di tecnologia della Cambogia. Il boulevard è percorso per tutto il suo percorso dagli autobus della Linea 3 del servizio di trasporto pubblico locale BRT di Phnom Penh.

## 7 Makara Sky Bridge
Il 7 Makara Sky Bridge è un viadotto stradale con il quale il Russian Federation Boulevard scavalca il trafficato Yothapol Khemarak Phoumin Boulevard (St 271). I lavori per il viadotto, lungo 345 m, sono iniziati nel dicembre del 2010 e furono completati nel gennaio del 2012 per un costo complessivo di 8.7 milioni di dollari US. Il 7 Makara Sky Bridge è stata la seconda strada sopraelevata costruita a Phnom Penh.

## Strade nazionali
Il Russian Federation Boulevard mette in comunicazione diretta la strada nazionale 1 (il Monivong Boulevard) e la strada nazionale 4.